# 大頭小鱸
大頭小鱸為輻鰭魚綱鱸形目鱸亞目河鱸科的其中一種，分布於美國俄亥俄河流域，體長可達12公分，棲息在水流快速、岩石底質的水塘、溪流，屬肉食性，以螯蝦、水生昆蟲為食。